# ヌママムシ
ヌママムシ（沼蝮、学名：Agkistrodon piscivorus）は、クサリヘビ科アメリカマムシ属に分類されるヘビ。特定動物。

## 分布
アメリカ合衆国東部から南部固有種

## 形態
最大全長190cm。体形は太い。体色は主に褐色だが変異が大きく、不鮮明な暗色の横帯や斑紋が入る。幼体の斑紋は明瞭だが、成長に伴い不鮮明になる。
頭部は大型。口の中は白く、英名（Cottonmouth＝綿口）の由来になっている。

### 毒
毒は出血毒で、最悪の場合は死に至るが、最近では医療技術が進化しているため致命率は低い。

## 亜種
- Agkistrodon piscivorus conanti　Gloyd, 1969
- Agkistrodon piscivorus leucostoma　(Troost, 1836)
- Agkistrodon piscivorus piscivorus　(Lacépède, 1789)

## 生態
河川や沼、湿地等の水辺に生息する。泳ぎは上手く、よく水中に入る。危険を感じると口を大きく開けて威嚇する。それでも相手が怯まない場合は噛みつく。
食性は動物食で、魚類、両生類、爬虫類、鳥類やその卵、小型哺乳類、動物の死骸等を食べる。
繁殖形態は卵胎生で、1回に1-16匹の幼蛇を出産する。

## 人間との関係
毒蛇であることから人間に駆除されることもある。また本種のみならず他のヘビ（無毒種を含む）も誤認により駆除されることもある。

## 画像

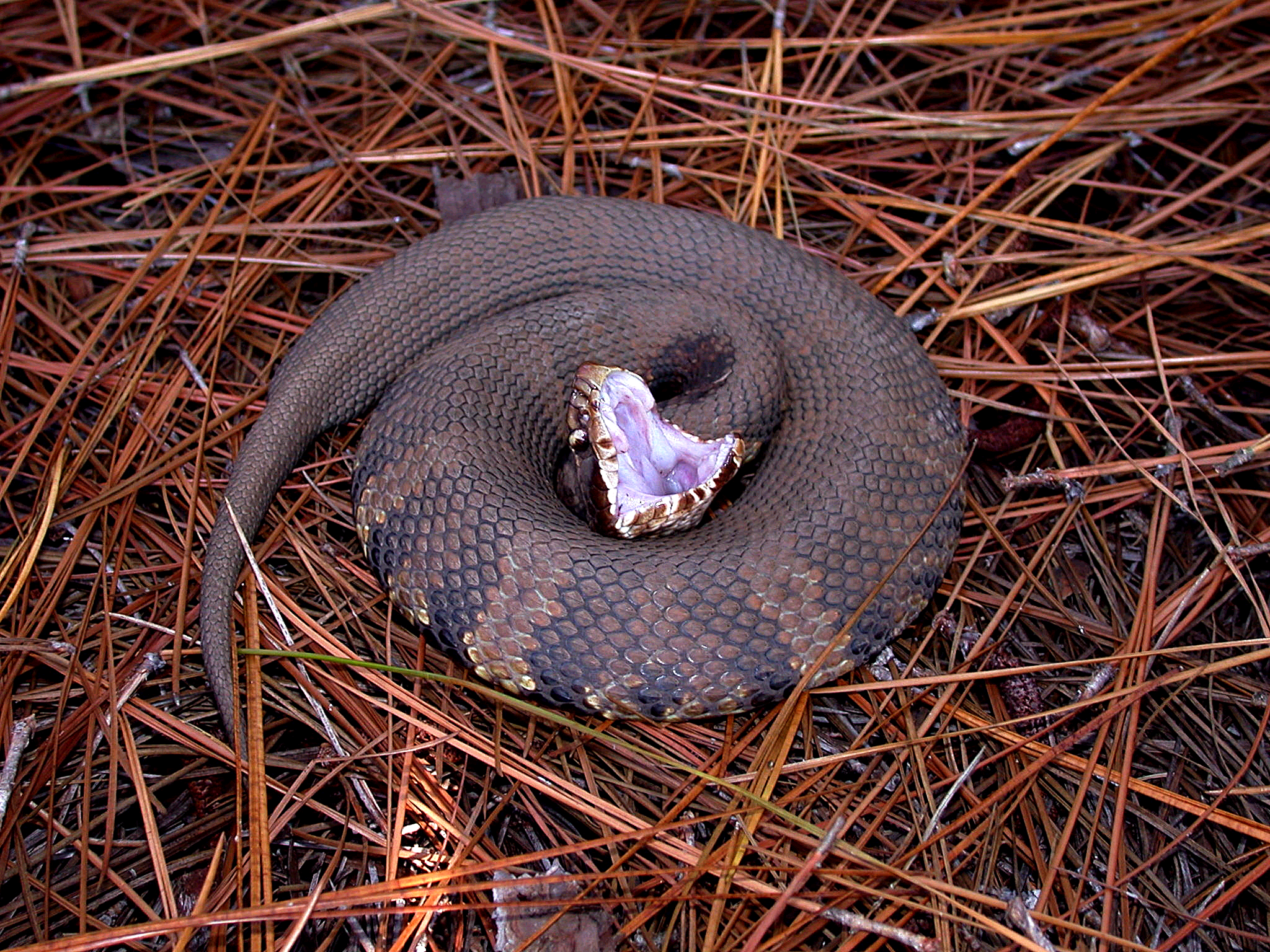
威嚇する本種
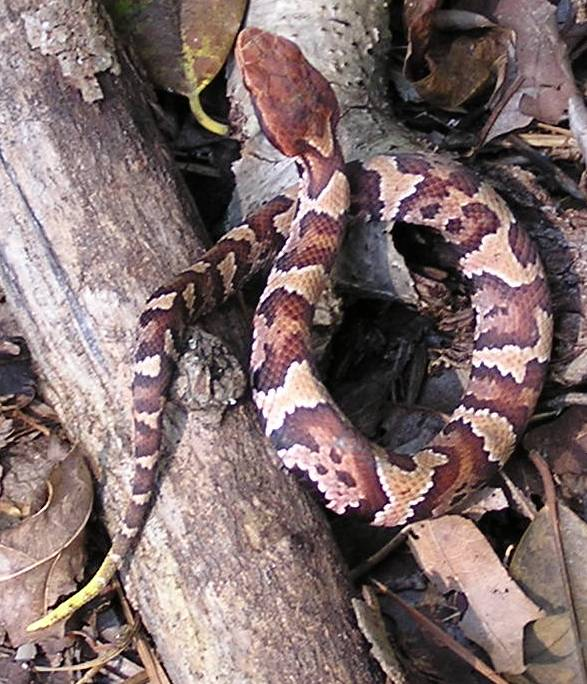
幼蛇